# İstanbul Büyükşehir Belediyespor
İstanbul Büyükşehir Belediyespor o İstanbul BBSK és un club esportiu turc de la ciutat d'Istanbul, establert el 15 de juny de 1990.
Té seccions de basquetbol, voleibol, lluita, judo, karate, tir amb arc i altres esports.
La seva secció de futbol es va separar del club i va fundar el İstanbul Başakşehir FK.

## Voleibol

### Palmarès masculí
- Copa BVA
  - Campions (2): 2008, 2012
- Lliga turca: 
  - Campions (1): 2008–09